# Loterie nationale du Bénin
La Loterie nationale du Bénin (LNB) a été créée en 1967 à la suite d'une ordonnance de la République du Dahomey. C'est une société commerciale ayant pour mission le financement des investissements à travers l'exploitation de toutes formes de jeux de hasard ou de pari. Structure sous tutelle du ministère l'Économie et des Finances, elle consacre une part de ses revenus à la réalisation d'infrastructures socio-culturelles et sportives aux communautés bénéficiaires sur toute l'étendue du territoire national.

## Direction
Plusieurs directeurs se sont succédé dont : 
- Zossou Gaston depuis 2016[2] ;

- Paulin Dossa en en 2015[3] ;

- Honorine Attikpa en 2011[4] ;

- Bibiane Soglo en 2009[5] ;

- Gustave Gbénou Vikey (alias G.G. Vickey) de 21 juin 1972 au 24 juillet 1973[6].
- Yaakov Jacques Jevy: 11 avril 1967 au 2 juin 1972
- Issifou I. Soulé: 02 septembre 1977 au 08 juillet 1983;
- Pierre-Claver Hounsa:08 juillet 1982 au 14 janvier 1994
- Mamata Bako Djaouga:2007 au 21 octobre 2008
- Saîbou Karimou: 21 janvier  2009 au 22 septembre 2009
- Célestin Zekpa: 26 juin 1971 au 01 mars 1976
- Emmanuel Guidibi: 14 janvier 1994 au 08 juillet 1999[7];
- Mèmouna Baboni: 22 février 2009 au 01 août 2009

## Produits et services
- PMU
- Loto 5 SUR 90
- Grattages
- Jeux virtuels
- Paris foot
- Loto sportif

## Filiales
La Loterie nationale a des directions départementales.